# The SpongeBob Movie: Search for SquarePants
The SpongeBob Movie: Search for SquarePants (conocida en Hispanoamérica como Bob Esponja: En busca de los pantalones cuadrados y en España como Bob Esponja: Una aventura pirata) es una película animada de comedia y aventuras estadounidense basada en la serie de televisión Bob Esponja, creada por Stephen Hillenburg. La película está dirigida por el veterano de la serie Derek Drymon y protagonizada por el reparto de voces habitual de la serie junto a George Lopez, Ice Spice, Arturo Castro, Sherry Cola, Regina Hall y Mark Hamill. La trama sigue a Bob Esponja en su viaje a las profundidades del océano para enfrentarse al Holandés Errante. Es la cuarta película basada en la serie, después de Sponge on the Run en 2020.
La película fue escrita por Pam Brady y Matt Lieberman, a partir de una historia de Brady y los creativos de la serie Marc Ceccarelli y Kaz. El desarrollo de una cuarta película principal de Bob Esponja había comenzado en febrero de 2022. En abril de 2023, Drymon había sido contratado para dirigir la película. En julio de 2024, Hamill anunció que interpretaría al Holandés Errante en la película, sustituyendo a Brian Doyle-Murray, que había puesto voz al personaje en la serie. John Debney compuso la banda sonora de la película, después de haber compuesto la banda sonora de la segunda película.
The SpongeBob Movie: Search for SquarePants está previsto que Paramount Pictures estrene la película en los cines de Estados Unidos el 19 de diciembre de 2025.

## Premisa
La película sigue a Bob Esponja, que viaja a las profundidades del océano para enfrentarse al Holandés Errante.

## Reparto de voz
- Tom Kenny como Bob Esponja [4]
- Rodger Bumpass como Calamardo Tentáculos[4]
- Bill Fagerbakke como Patricio Estrella[4]
- Clancy Brown como Mr. Krabs[4]
- Carolyn Lawrence como Arenita Mejillas[4]
- Mr. Lawrence como Plankton[4]
- George Lopez[5]
- Ice Spice[5]
- Arturo Castro[5]
- Sherry Cola[5]
- Regina Hall[5]
- Mark Hamill como el Holandés Errante[6]

## Producción

### Desarrollo
En febrero de 2022 se confirmó oficialmente que se estaba desarrollando una cuarta película teatral de Bob Esponja. En abril de 2023, durante el panel CinemaCon de Paramount Pictures, se anunció que la película se titularía The SpongeBob Movie: Search for SquarePants, con el veterano de la serie Derek Drymon como director. El guion fue escrito por Pam Brady y Matt Lieberman, con una historia de Marc Ceccarelli, Kaz y Brady. Brady, Lisa Stewart y Aaron Dem actúan como productores. Paramount Animation y Nickelodeon Movies producen, en asociación con Domain Entertainment y MRC.
En abril de 2024, se informó de que el reparto de voces habitual de la serie, formado por Tom Kenny, Clancy Brown, Rodger Bumpass, Bill Fagerbakke, Carolyn Lawrence y Mr. Lawrence, repetiría sus papeles. En la Comic-Con de San Diego de julio de 2024, Mark Hamill anunció que interpretaría al Holandés Errante, sustituyendo a su actor de doblaje Brian Doyle-Murray, que llevaba mucho tiempo en la serie. En junio de 2025, en el Festival Internacional de Cine de Animación de Annecy, se anunció que Regina Hall, Sherry Cola, Arturo Castro, George Lopez y Ice Spice formaban parte del reparto de la película.

### Música
En abril de 2025, se informó de que John Debney compondría la partitura de la película, tras haber compuesto previamente la partitura de The SpongeBob Movie: Sponge Out of Water (2015). En junio de 2025, junto a su casting, se reveló que Ice Spice contribuiría con una canción original a la banda sonora.

## Estreno
The SpongeBob Movie: Search for SquarePants tiene previsto su estreno en cines por Paramount Pictures en los Estados Unidos el 19 de diciembre de 2025. La película irá acompañada de un cortometraje de animación, Teenage Mutant Ninja Turtles: Chrome Alone 2 - Lost in New Jersey. Anteriormente estaba prevista para el 23 de mayo de 2025, pero se retrasó hasta el 19 de diciembre de 2025, ya que Misión imposible: Sentencia final ocupó el espacio de mayo de 2025 debido a la huelga SAG-AFTRA de 2023.